# Felicia Dunaf
Felicia Dunaf (*1996) je moldavská zpěvačka. V letech 2012, 2013 a 2014 se zúčastnila národního moldavského kola pro Eurovision Song Contest.

## Kariéra
Zpěvu se věnuje již od svých 4 let. Díky podpoře rodičů studovat na hudební škole, kde zpívala ve sboru a hrála na klavír.

### Národní kolo Moldavska: O Melodie Pentru Europa a Selecţia Naţională
O reprezentaci Moldavska na mezinárodní hudební soutěži Eurovize se pokoušela prostřednictvím národního kola již třikrát.
Poprvé se jej zúčastnila v roce 2012, kdy se příhlásila do národního kola s písní „Love Is Time“. Hudbu složil Alexandr Gorgos a text napsala Alina Dabija. Píseň se nejprve nedostala přímo do finále a bojovala o postup prostřednictvím hlasování na internetu. V tomto hlasování však nedostala potřebný počet hlasů a byla ze soutěže vyřazena..
Následující rok opět zkusila štěstí s písní, která nesla název „Codename Felice“. Autorem textu i hudby je Eugen Doibani. Píseň zazněla v prvním semifinále, ze kterého se kvalifikovala z pátého místa do finále. Ve finále se umístila na předposledním čtrnáctém místě s 0 body. Vítězem se stala Aliona Moon s písní „O Mie“. Píseň „Codename Felice“ vypráví o dívce, která touží po normálním životě, i když je v pokušení své zlé poloviny, chce lásku a myslí si, že každá žena potřebuje někoho výjimečného, který její život učiní jiným a ví, že jí to ve všem pomůže.
V roce 2014 přihlásila do moldavského národního kola rovnou dvě písně — „Taking Care of a Broken Heart“ a „The Way I Do“. Prvně jmenovaná píseň „Taking Care of a Broken Heart“ se neprobojovala ani do semifinále. Autory textu písně jsou Aidan O'Connor (i hudby), Sven-Inge Sjöberg (i hudby), hudbu napsali Larry Forsberg a Lenneart Wastesson. Druhá jmenovaná píseň „The Way I Do“ postoupila do užšího výběru. Skladba pochází z pera Eugena Doibaniho. V prvním semifinále postoupila ze čtvrtého místa do finále. Ve finále obsadila deváté místo, a to díky televizním divákům, kteří jí přisoudili sedmé místo a 4 body. Národní kolo vyhrála Cristina Scarlat s písní „Wild Soul“.

## Diskografie
- 2012: Love Is time
- 2013: Codename Felice
- 2014: Taking Care of a Broken Heart
- 2014: The Way I Do
- 2016: You and Me